# Gros tournois

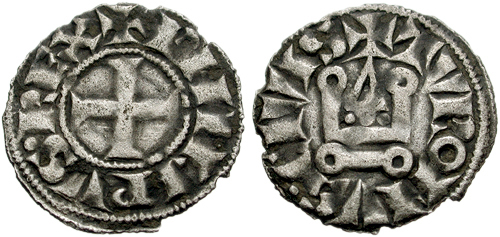

Gros tournois, även tornesel, tornesol eller tornese, var ett mynt, infört i Frankrike av Ludvig den helige 1266 och innehade valören av 12 deniers samt en finvikt av 4,04 gram silver.
Gros tournois visar på åtsidan ett kors med dubbel omskrift och på frånsidan en så kallad stadsbild, omgiven av en omskrift och ytterst en krets av 12 liljor. Liknande mynt slogs fram till och med Karl V av Frankrike. Gros tournois eller turnosen var det första silvermynt med högre valör än den dittills allenarådande denaren. Gros tournois blev förebild för mynten Groat, Groschen, Gros och Groszy.